# Nellie's Farm
Nellie's Farm è un cortometraggio muto del 1910. Il nome del regista non viene riportato nei credit del film.

## Trama
Dick e Nell sono due bambini poveri che vivono in città, in un posto malsano tra alte mura che non lasciano mai trapelare il sole. Un giorno avrebbero l'occasione di potersi recare in campagna, a passare una vacanza di due settimane offerta da una società di beneficenza. Ma Nell è paralizzata, e non può muoversi. Così Dick parte solo. In campagna, aspira avidamente l'aria buona, i profumi dei fiori e della natura, gode di tutti i piaceri che gli sono preclusi in città. Prima di partire per tornare da Nell, crea per lei un piccolo giardino estirpando l'erba, raccogliendo dei fiori. il contadino gli regala alcune mele, delle uova e due pulcini. Una piccola fattoria per Nell, che lui impacchetta con cura prima di partire per tornare a casa.

## Produzione
Il film fu prodotto dalla Vitagraph Company of America.

## Distribuzione
Distribuito dalla General Film Company, il film - un cortometraggio in una bobina - uscì nelle sale cinematografiche statunitensi il 12 luglio 1910.